# Lagaropsylla turba
Lagaropsylla turba är en loppart som beskrevs av Smit 1958. Lagaropsylla turba ingår i släktet Lagaropsylla och familjen fladdermusloppor. Inga underarter finns listade i Catalogue of Life.